# Genofond

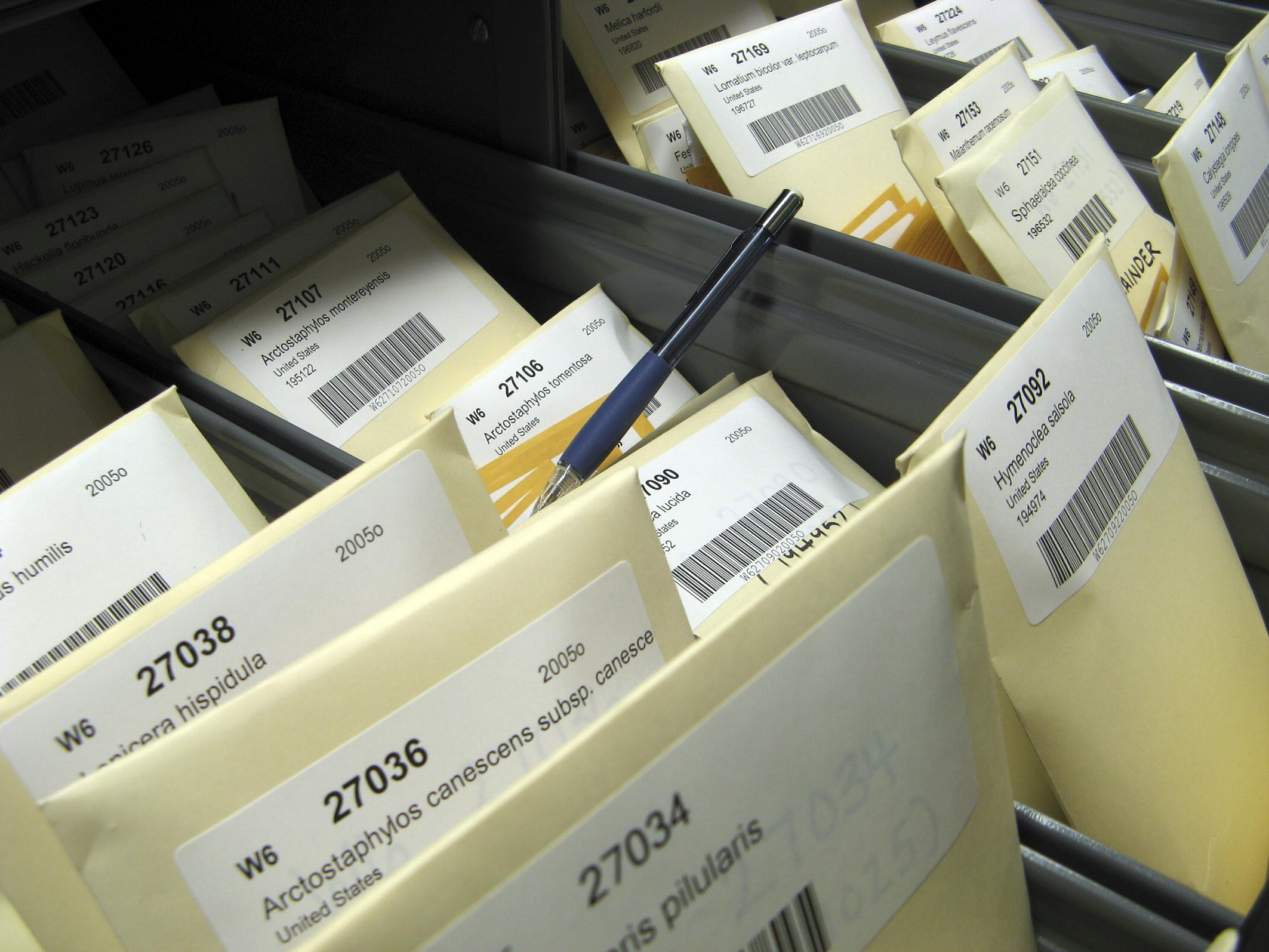
Ex situ ochrana - uchovávaní semen rostlin v semenné bance

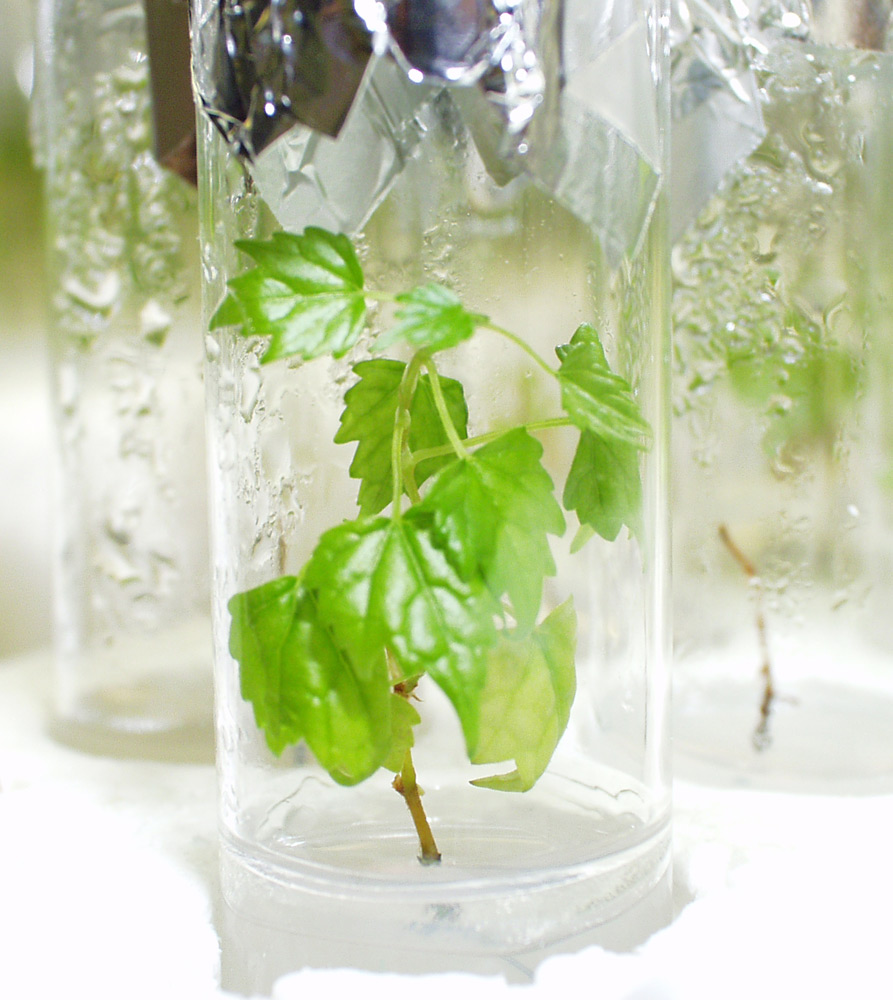
In vitro kultura vinné révy

Genofond je soubor všech alel (genů) všech jedinců dané populace. Termín je používaný v populační genetice. Genofond je zdrojem genetické variability (např. pro další šlechtění).

## Genové centrum
Genové centrum je geografická oblast přirozeného vzniku a genetického rozrůznění určité taxonomické skupiny organismů. Je to místo soustředění genů a centra variability jednotlivých druhů rostlin nebo živočichů.
Genové centrum kulturních druhů rostlin a živočichů je místo jejich vzniku, kde je obyčejně veliká koncentrace příbuzných planých druhů.
Teorii genových center pro dnešní zemědělsky významné kulturní rostliny vypracoval Nikolaj Vavilov v letech 1928–1930. Rozlišuje 8 genových center (center variability) kulturních rostlin.

## Ochrana genofondu
- in situ – Ochrana druhů rostlin nebo živočichů v místě jejich přirozeného výskytu.

- ex situ – Ochrana druhů rostlin nebo živočichů na náhradních stanovištích mimo místa jejich přirozeného výskytu. Využívá se především u kriticky ohrožených druhů, kterým hrozí reálné nebezpečí vyhubení (např. kvůli pytláctví nebo ničení přirozeného biotopu - výstavba, těžba dřeva nebo surovin). V užším smyslu ex situ znamená vytvoření náhradní populace na stanovištích blízkých původním (rekultivace lomů; vytvoření záložní populace kamzíka horského tatranského v okolních pohořích, původní výskyt pouze ve Vysokých Tatrách). Také skladování semen v semenné bance.
  - on farm – pěstování plodin nebo chov plemen zvířat na farmách
  - in garden – pěstování rostlin v kultuře (zahrada, sad)

- in vitro – uchovávaní pomocí laboratorních metod (in vitro - ve skle). Např. spermie živočichů, meristemové kultury rostlin, pěstování hub na agaru.